# Algirdas Brazauskas
Algirdas Mykolas Brazauskas (Rokiškis, 22 de setembro de 1932 – Vilnius, 26 de junho de 2010) foi o primeiro presidente do período pós-soviético ou independente da Lituânia, de 1992 a 1998 e primeiro-ministro de 2001 a 2006.

## Vida
Brazauskas nasceu em Rokiškis, Lituânia, e, em 1956, graduou-se em engenharia civil.
Após se divorciar de Julia, com quem teve duas filhas, casou com Kristina Butrimienė.
Brazauskas foi diagnosticado com um câncer linfático em dezembro de 2008. Faleceu após batalha contra a doença em 26 de junho de 2010.
Antes de falecer, foi reconhecido como influente figura da política lituana, cuja participação facilitou a transição do país para a democracia.

## Trajetória política
Desde 1965, Algirdas Brazauskas ocupou várias posições no governo da República Socialista Soviética (RSS) da Lituânia e Partido Comunista da Lituânia:
- 1965–1967, ministro da indústria de materiais da RSS da Lituânia;
- 1967–1977, presidente do Comitê de Planejamento de Estado da RSS da Lituânia;
- 1977–1987, secretário do Comitê Central do Partido Comunista da Lituânia.

Em 1988, torna-se o primeiro secretário do Partido Comunista da Lituânia. Antes de assumir o posto, o partido suportou um movimento de independência do país e, após a queda do Partido Comunista da União Soviética, ele se transformou no social-democrata Partido Trabalhista Democrático da Lituânia (atualmente incorporado ao Partido Social Democrata da Lituânia).
Brazauskas foi presidente do presídio da Corte Suprema Soviética (chefe de estado) de 15 de janeiro a 11 de março de 1990.
Depois das eleições parlamentares de 1992, ele se tornou o porta-voz do parlamento até culminar no posto de presidente após as eleições de 25 de novembro de 1992 com 60% dos votos.
Durante o mandato, ele decidiu não se reeleger e foi sucedido por Valdas Adamkus, vitorioso nas eleições de 1998.
Entre 2001 e 2006, ocupou o posto de primeiro-ministro da Lituânia.